# Utuado
Utuado ist eine der 78 Gemeinden von Puerto Rico.
Sie liegt an der Nordküste von Puerto Rico. Sie hatte 2019 eine Einwohnerzahl von 27.395 Personen.

## Geografie
Utuado befindet sich in der zentralen bergigen Region der Insel, die als La Cordillera Central bekannt ist. Sie befindet sich nördlich von Adjuntas und Ponce, südlich von Hatillo und Arecibo, östlich von Lares und westlich von Ciales und Jayuya. Von der Landfläche her ist es die drittgrößte Gemeinde in Puerto Rico (nach Arecibo und Ponce).

## Geschichte
Utuado wurde am 12. Oktober 1739 von Sebastian de Morfi im Namen von 60 Familien aus Arecibo gegründet. Es war die erste Stadt, die im bergigen Inneren der Insel gegründet wurde und gehört zu den ältesten Gemeinden.
Im späten 19. Jahrhundert erlebte Utuado ein explosives Wirtschaftswachstum, das auf dem Anbau von Kaffee beruhte, der damals auch als oro negro (schwarzes Gold) bekannt war. In den 1890er Jahren war Utuado der größte Kaffeeproduzent in Puerto Rico und die zweitgrößte Gemeinde (nach Ponce) mit der größten Bevölkerung. Es entwickelte sich ein reiches soziales Leben für viele seiner Bürger, und ein Casino und ein Theater wurden in der Stadt eingerichtet. Der Fortschritt der Stadt war so groß, dass die regierende Königin von Spanien, Maria Cristina, der Siedlung am 20. August 1894 den Titel Ciudad (Stadt) verlieh. 1896 oder 1897 war Utuado die erste Stadt in Puerto Rico mit einem öffentlichen elektrischen Beleuchtungssystem. 1899 endete diese goldene Ära aufgrund zweier Ereignisse: die Besetzung der Insel durch die Vereinigten Staaten im Jahr 1898, die Zuckerrohr anstelle von Kaffee zur neuen wichtigen Kulturpflanze machte (Utuados bergige Landschaft war nicht ideal für den Anbau von Zuckerrohr, was es unmöglich machte, im Zuckerrohranbau zu konkurrieren), und der San-Ciriaco-Hurrikan im Jahr 1899, der die Kaffee-Haciendas zerstörte.
Einer der tragischsten Momente in der Geschichte Utuados ereignete sich am 30. Oktober 1950 während des Utuado-Aufstandes gegen die Herrschaft der Vereinigten Staaten, der in dem so genannten Utuado-Massaker gipfelte. In Utuado kämpfte eine Gruppe von 32 Nationalisten, angeführt von den Nationalistenführern Heriberto Castro und Damián Torres, gegen die örtliche Polizei während der Unabhängigkeitsrevolten, die in verschiedenen Städten und Gemeinden der Insel stattfanden. Dabei kamen vier Nationalisten ums Leben.

## Gliederung
Die Gemeinde ist in 24 Barrios aufgeteilt:
1. Ángeles
2. Arenas
3. Caguana
4. Caníaco
5. Caonillas Abajo
6. Caonillas Arriba
7. Consejo
8. Don Alonso
9. Guaonico
10. Las Palmas
11. Limón
12. Mameyes Abajo
13. Paso Palma
14. Río Abajo
15. Roncador
16. Sabana Grande
17. Salto Abajo
18. Salto Arriba
19. Santa Isabel
20. Santa Rosa
21. Tetuán
22. Utuado barrio-pueblo
23. Viví Abajo
24. Viví Arriba

## Söhne und Töchter der Stadt
- Antonio Lopez (1943–1987), Modezeichner
- Jorge González (* 1952), Marathonläufer
- Brian Afanador (* 1997), Tischtennisspieler
- Adriana Díaz (* 2000), Tischtennisspielerin